# (37586) 1991 BP2
1991 بي بي 2 (ويعرف أيضًا باسم (37586) 1991 بي بي 2 وفق تسمية الكوكب الصغير) (بالإنجليزية: 1991 BP2)‏ هو كويكب ضمن حزام الكويكبات؛ وترتيبه 37586 من حيث الاكتشاف.
اكتُشف هذا الجُرم الفلكي بواسطة Kazuro Watanabe ‏ في 23 يناير 1991.

## وصلات خارجية
- (37586) 1991 BP2 في قاعدة بيانات مختبر الدفع النفاث لأجرام النظام الشمسي الصغيرة

- الاكتشاف · مخطط المدار ·  العناصر المدارية · المعلمات المادية

- (37586) 1991 BP2 على موقع ويكي سكاي: DSS2, SDSS, GALEX, IRAS, Hydrogen α, X-Ray, Astrophoto, Sky Map, Articles and images